# アンダーソン・マゾカ
アンダーソン・マゾカ（Anderson Mazoka, 1943年3月22日 - 2006年5月24日）は、ザンビアの政治家。国家開発統一党(UPND)の元党首。
2001年12月27日の大統領選で27.2%の投票を得たが2位にとどまり、複数政党制民主主義運動(MMD)のレヴィー・ムワナワサに敗れた。
2006年5月24日に腎臓病により63歳で死去。